# USS LST-1087
O USS LST-1087 foi um navio de guerra norte-americano da classe LST que operou durante a Segunda Guerra Mundial.